# North Manitou Island
North Manitou Island ist eine unbewohnte Insel im Lake Michigan, etwa 19 km westnordwestlich von Leland in Michigan gelegen.

## Beschreibung
Sie hat eine Länge von 12 km, eine Breite von 6 km, sowie eine Fläche von 57,876 km².
Die kleinere South Manitou Island liegt südwestlich.
Beide Inseln gehören zum Leelanau County in Michigan und sind Teil des Sleeping Bear Dunes National Lakeshore, obwohl diese über 9 km vor der Küste liegen.
Park-Ausweise sind erforderlich und Campinggebühren werden erhoben.
Die Insel kann von Leland aus mit einer Fähre erreicht werden.
Private Boote dürfen die Insel ansteuern. Es gibt jedoch eine begrenzte Anzahl an Anlegeplätzen.
Besucher dürfen keine „wheeled vehicles“ mitbringen.
Es sind keine Lagerfeuer auf der Insel erlaubt. Ausnahme sind öffentliche Feuerstellen nahe der Ranger-Station.
Dort gibt es eine Wasserstelle sowie ein Plumpsklo.
Die Manitou-Inseln sind von mehr als 50 bekannten Schiffswracks umgeben.
Auf North Manitou Island existiert ein Wegenetz, das über die früheren Straßen der Insel führt.
Am Westufer der Insel führt die „old grade“ über die Trasse einer ehemaligen Holzfällereisenbahn.
Wildes Camping ist auf der Insel erlaubt.
Auf der Insel gibt es einen See, den Lake Manitou, der sich zum Angeln anbietet.
Außerdem gibt es den Tamarack Lake, welcher heute ein Zedernsumpf ist.
Die Insel wird im Nordwesten und Südwesten von Dünen flankiert.
Folgende Säugetiere leben auf der Insel: Kojote, Biber, Weißwedelhirsch und Streifen-Backenhörnchen.
Die Waschbär-Population ging kurz vor 2002 an einer Seuche zugrunde.
Zahlreiche Sing-, Wasser- und verschiedene Greifvögel können auf der Insel beobachtet werden.
Der bedrohte Gelbfuß-Regenpfeifer brütet hier.
Weißkopfseeadler sind im Frühjahr und Frühsommer während der Brutsaison häufig auf der Insel zu sehen.
Strumpfbandnattern sind auf der Insel im Überfluss vorhanden.
Es gibt eine jährliche Jagdsaison, um die Population zu begrenzen.